# بريتاني أشورث
بريتاني أشورث (بالإنجليزية: Brittany Ashworth)‏ هي ممثلة إنجليزية ولدت في مدينة لانكشاير في المملكة المتحدة في عام 1989، وأشتهرت بأدوارها مثل جولييت في فيلم عدائي، وأخت فادوفا في فيلم بيتر سافران وكيلي في فيلم الحافة وغيرها، بدأت مشوارها الفني بالتلفزيون البريطاني.